# Ahlbeck (Heringsdorf)

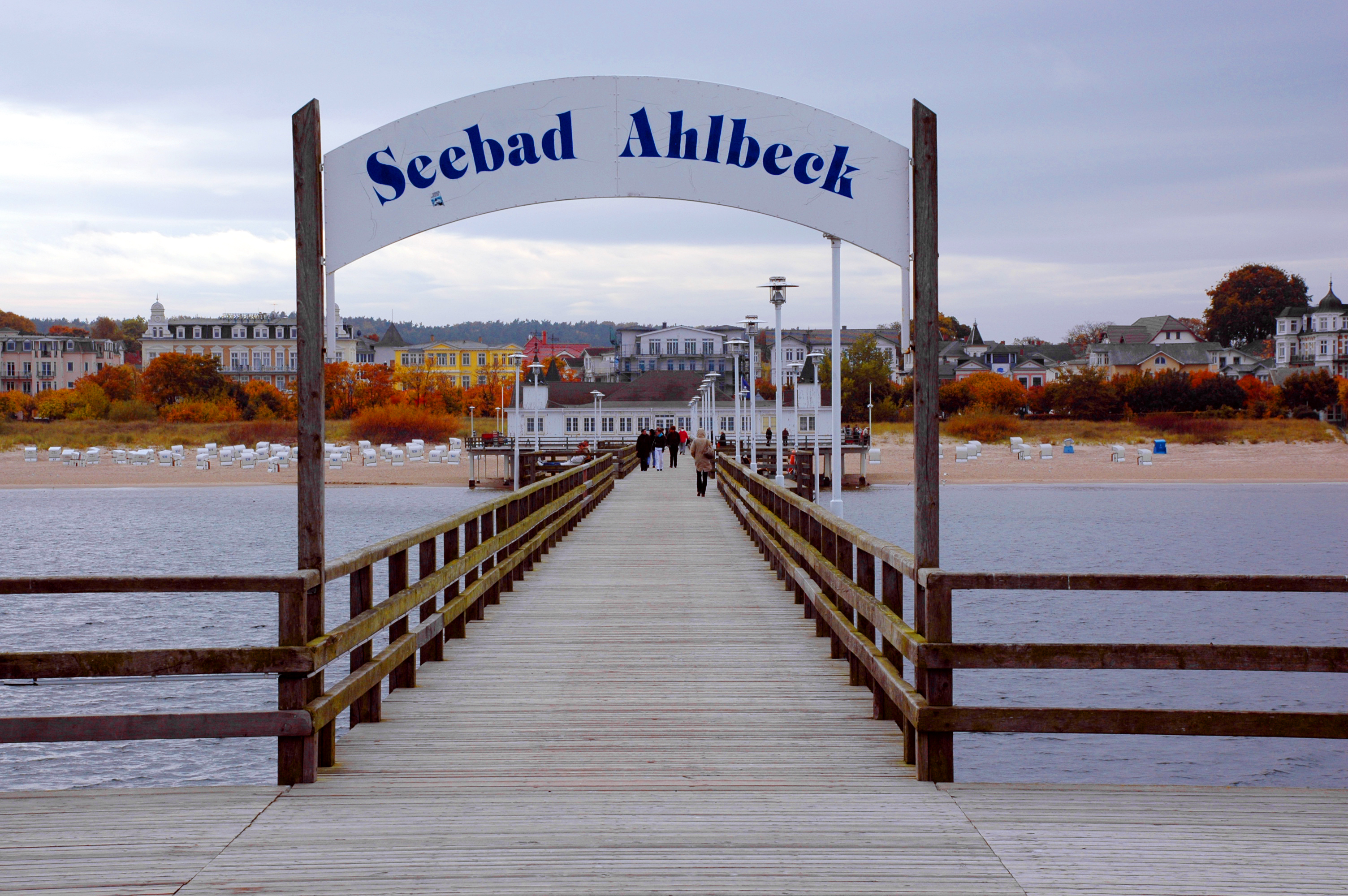
Ahlbeck, molo – widok od strony morza

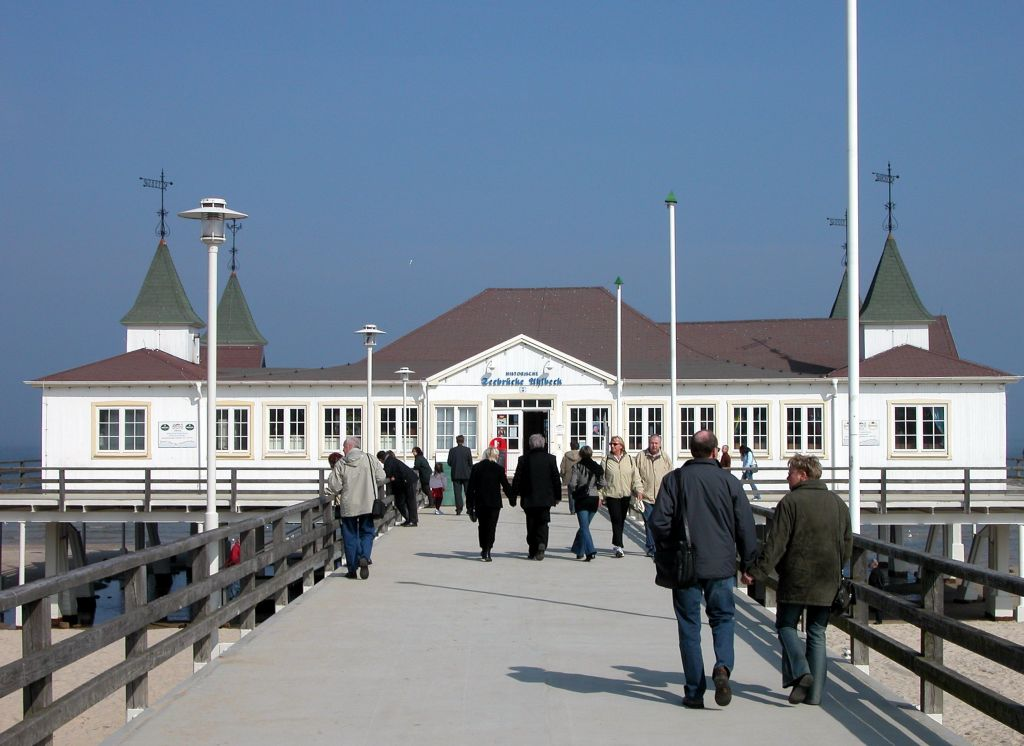
Ahlbeck, wejście na molo

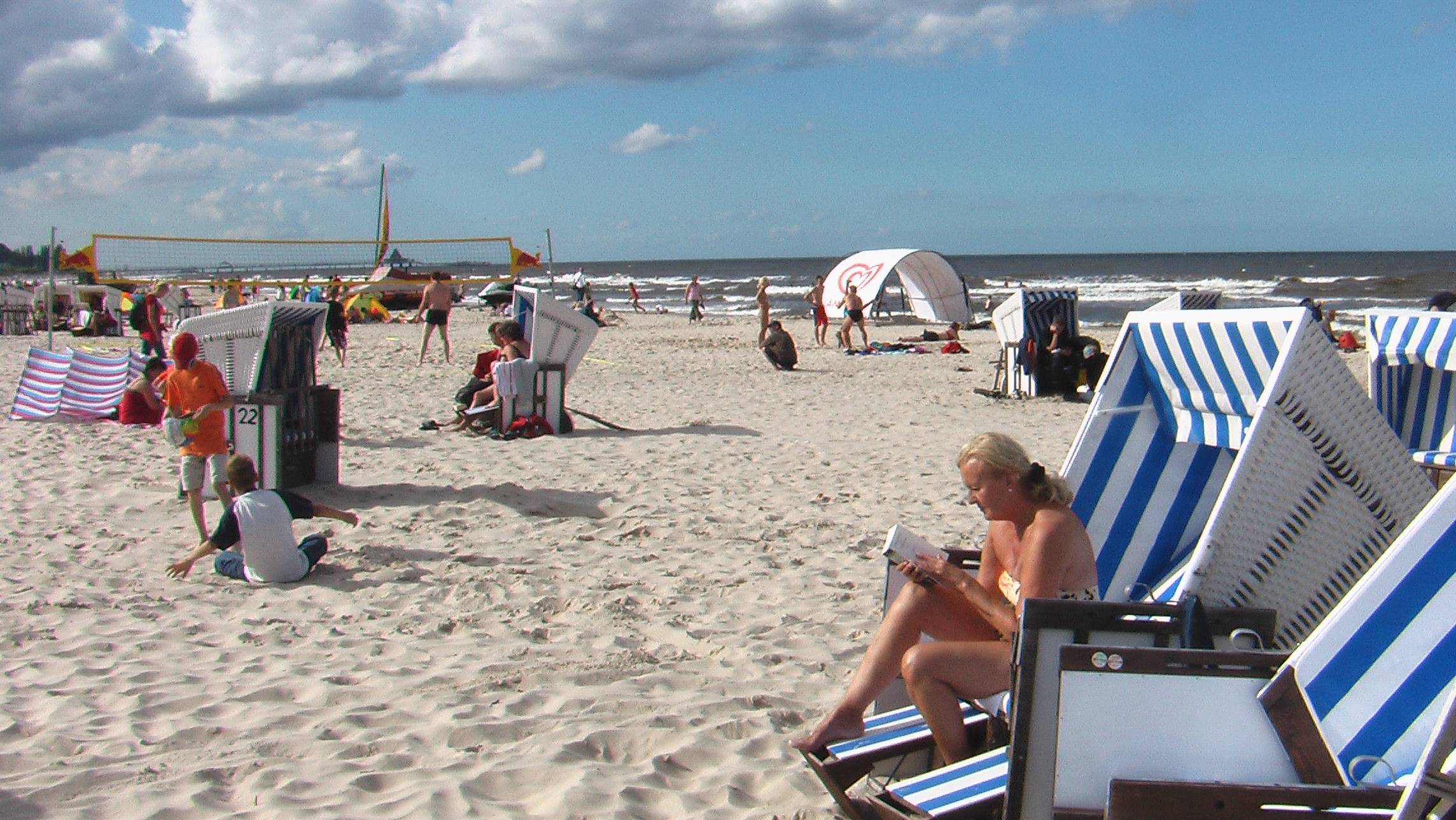
Plaża w Ahlbeck w 2007 roku

Ahlbeck (też Seebad Ahlbeck) – dzielnica gminy Heringsdorf w Niemczech, w Meklemburgii-Pomorzu Przednim, w powiecie Vorpommern-Greifswald, na wyspie Uznam.
Do 1 stycznia 2005 Ahlbeck było samodzielną gminą, tego dnia trzy cesarskie uzdrowiska połączono w gminę Heringsdorf.
Na koniec 2004 gmina miała 3438 mieszkańców.

## Historia
Pierwszymi kolonistami na obszarze kąpieliska morskiego Ahlbeck byli rybacy i młynarze, którzy przybyli tutaj ze Stargader Heide w 1699 r. W tym samym roku dostali oni zezwolenie na budowę młyna i spichlerza zbożowego. W połowie XVIII wieku tymi ziemiami zarządzał król Fryderyk II Wielki, w tym samym czasie osiedlali się kolejni osadnicy. Ahlbeck liczył wówczas siedem gospodarstw. W połowie XIX w. przybyli kolejni osadnicy, m.in. nauczyciel i kantor Johann Koch. W 1852 r. do Ahlbecku przybyli pierwsi wczasowicze. Johann Koch założył tu koło śpiewaków pieśni kościelnych, jak również Komitet do pokrzepienia ewangelickiego domu Bożego, co przyczyniło się do organizowania zbiórek pieniędzy na budowę własnego kościoła. W lipcu 1894 r. odbyło się oficjalne wmurowanie kamienia węgielnego pod budowę kościoła w Ahlbecku. W kolejnych latach nastąpił rozrost osady, która w 1908 roku została mianowana gminą z nazwą Seebad Ahlbeck (Kąpielisko Ahlbeck). Po przemianach politycznych, po 1991 roku nastąpiła gruntowna przebudowa urbanistyczna i modernizacja miejscowości. 1 stycznia 2005 trzy cesarskie uzdrowiska nad Bałtykiem na wyspie Uznam: Seebad Heringsdorf, Seebad Ahlbeck i Seeheilbad Bansin, na wniosek władz i za zgodą mieszkańców, połączono w jedną gminę pod nazwą Ostseebad Heringsdorf.

## Zabytki

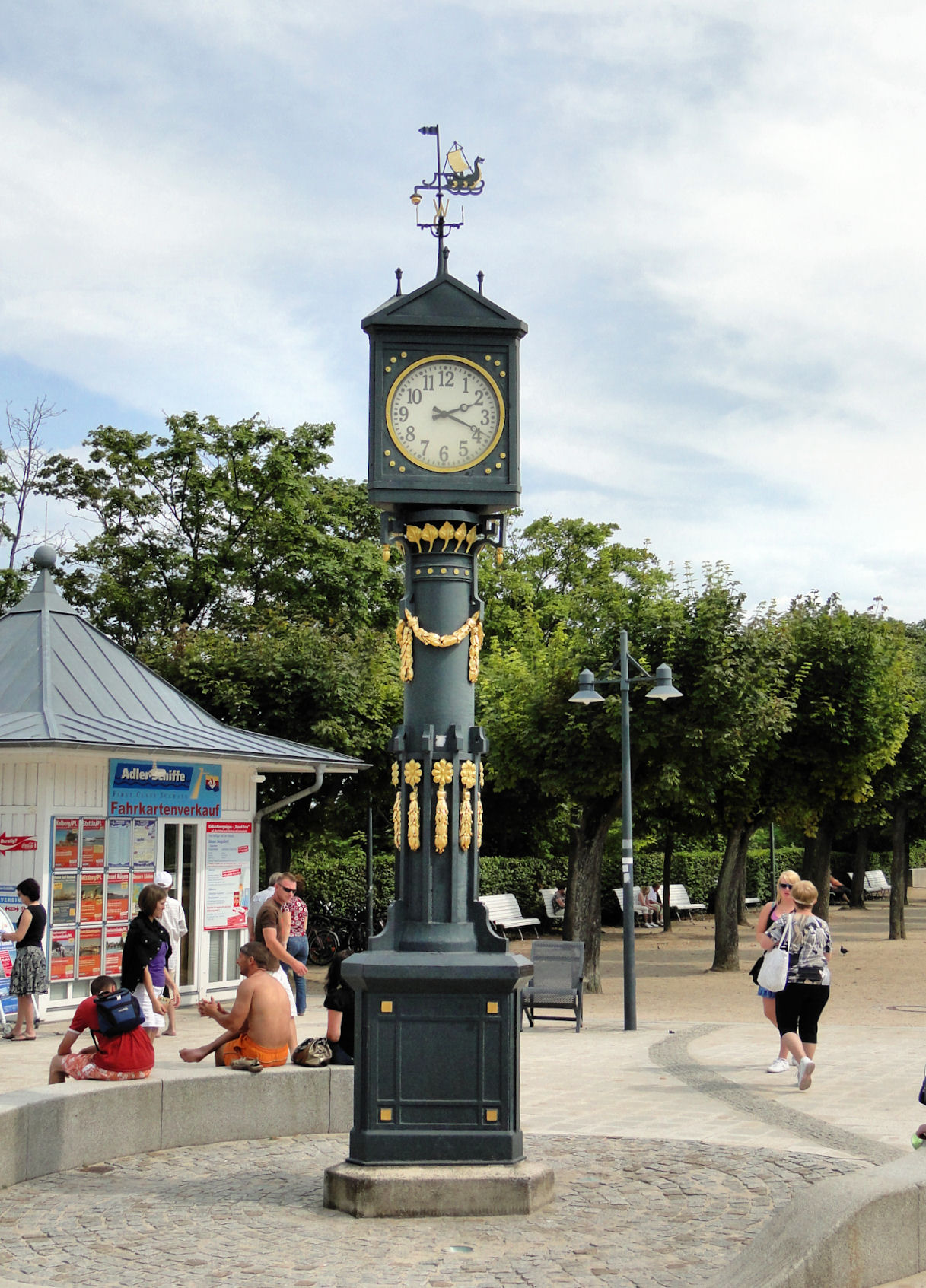
Zegar przy wejściu na molo

### Molo

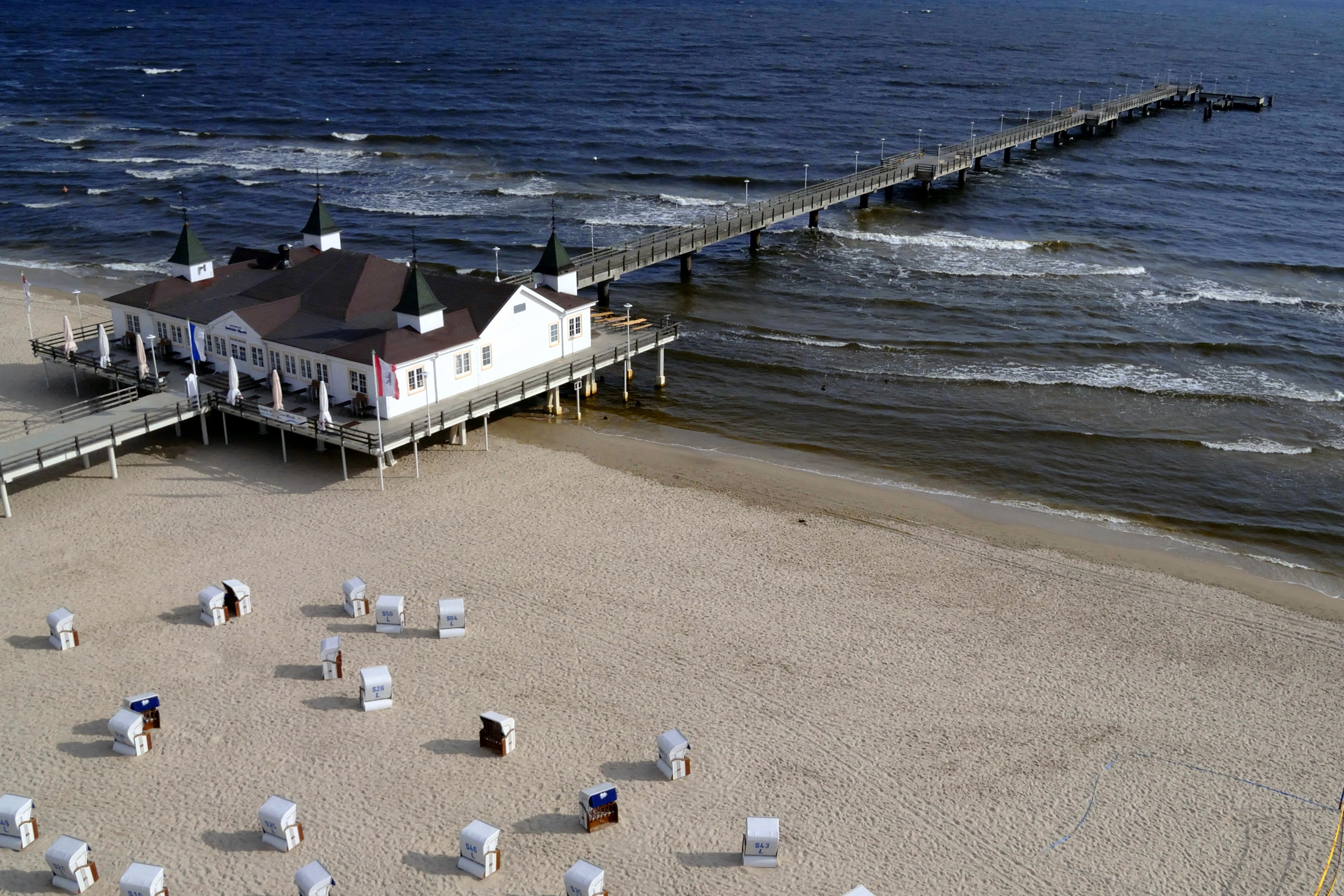
Molo w Ahlbeck

Molo zostało wybudowane w 1899 r. o długości 280 m w głąb morza. W 1993 roku zostało odrestaurowane na wzór współczesnej architektury. Molo w Ahlbecku, jako jedne z nielicznych we zachodniej części Bałtyku, w 1970 r. zostało uznane za zabytek. Na placu przed wejściem na molo znajduje się secesyjny zegar szafkowy zdobiony girlandami ufundowany przez kuracjuszy w 1911 r.  W roku 1991 reżyser Vicco von Bülow na molo w Ahlbecku nakręcił kilka scen do swojego filmu pt. Pappa ante Portas, na podstawie wspomnień ze swojego dzieciństwa.
Plaża i molo w Ahlbecku są odwiedzane przez cały rok, nie tylko podczas sezonu letniego. Od roku 1995 w obrębie mola i plaży tradycyjnie w dniu świętego Walentego odbywają się „kąpiele morsów”, w których czynny udział bierze około 200 osób. Molo służy jako miejsce dla licznej widowni.

### Pomniki
W 1954 r. w parku przy ulicy Lindenstraße wzniesiono pomnik ku czci ofiar faszyzmu, wśród których było 15 mieszkańców  Ahlbecku.

### Architektura
Ahlbeck posiada szereg zabudowań w stylu klasycznym, charakterystycznych dla kąpieliska nadmorskiego. Większość z tych budynków znajduje się wzdłuż nadmorskiej promenady, na ulicy Wydmowej (Dünenstraße). W budownictwie jako tło dominuje biel. Na tle bieli widnieją różnobarwne kompozycje z przewagą beżu i błękitu. Charakterystyczne dla tego typu architektury są okna w kształcie prostokąta, na szczytach strzeliste wieżyczki.
Jedną z kluczowych budowli zachowanych w stylu uzdrowiskowym jest hotel „Das Ahlbeck”, który w czasie swego istnienia gościł wielu znakomitych gości, wśród których byli: cesarz Austrii Franciszek Józef I, Luise Ebert, niemiecki polityk Gustav Bauer, Theo Lingen – niemiecki aktor oraz królowa Szwecji Sylwia Sommerlath, goszcząca w 2006 roku.

### Termy Bałtyckie
Składają się z sześciu basenów z czego trzy napełnione miejscową jodo-solanką, w których można skorzystać z kąpieli w temperaturze 30-34 °C. Od 1996 r. w sąsiedztwie term bałtyckich stoi wieża widokowa z czterema stalowymi platformami, przy czym trzy stanowią platformy widokowe, zaś na czwartej znajduje się antena radiowa.

### Przygraniczne targowisko handlowe
Około 2,5 kilometra od centrum dzielnicy, tuż przy granicy z Polską, ok. 50 m od granic administracyjnych Świnoujścia w okolicy byłego przejścia granicznego, znajduje się niewielkie targowisko handlowe, składające się z kilkunastu kiosków i stoisk handlowych. W bezpośrednim sąsiedztwie targowiska znajduje się przystanek kolejowy Ahlbeck Grenze.

### Dom Dziecka Cesarza Wilhelma
W latach 1912–1913 został wybudowany kompleks budynków, ufundowany przez cesarza Wilhelma II Hohenzollerna w których znajdował się dom dziecka. W czasach drugiej wojny światowej był miejscem wypoczynkowym dla dzieci, rodziców pracujących w  zakładach przemysłowych w Berlinie. Od 1949 r. kompleks był kwaterą radzieckich sił zbrojnych stacjonujących w Niemczech. Następnie do 1989 r. służył jako siedziba obozu pionierów NRD. Od 1993 r. jest młodzieżowym letniskowym ośrodkiem sportu w Ahlbeck.

## Komunikacja
Ahlbeck leży przy drodze krajowej nr 111. W mieście znajdują się stacja kolejowa Seebad Ahlbeck oraz dworzec autobusowy. Połączenia kolejowe z dworca w Ahlbecku obsługuje kolej UBB, zaś połączenia autobusowe obsługiwane były przez firmę Ostseebus do czasu przejęcia jej przez UBB. Od 2006 do 2015 przez Ahlbeck kursowała Linia Europejska – nr 290/291, łącząca Świnoujście z trzema cesarskimi uzdrowiskami po niemieckiej części wyspy Uznam.

## Edukacja
W Ahlbecku znajduje się szkoła regionalna (Die Regionale Schule im Seebad Ahlbeck), kształcąca do 9 klasy „dojrzałości zawodowej” i do 10 klasy „środkowej dojrzałości”. W roku szkolnym 2006/2007 w szkole uczyło się 222 uczniów w 11 klasach. Zatrudnionych było 20 nauczycieli, a także sekretarka i dozorca.

## Sport
- HSV Insel Usedom  – piłka ręczna w latach 2004–2006 występujący w I lidze
- SV Eintracht Ahlbeck 48 – związek sportowy: siatkówka, piłka nożna, kręgle, gimnastyka damska

## Galeria – pensjonaty w Ahlbeck

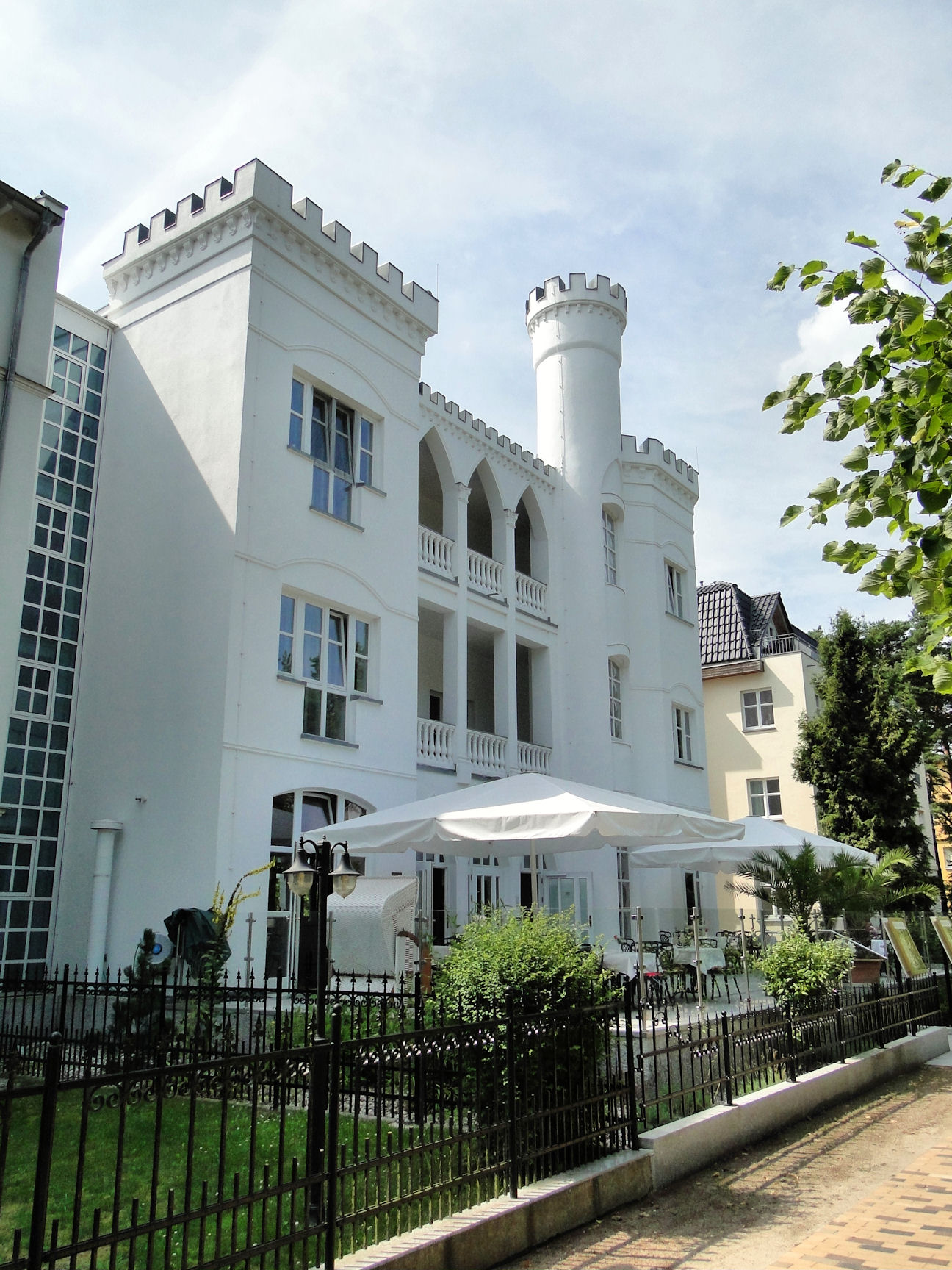
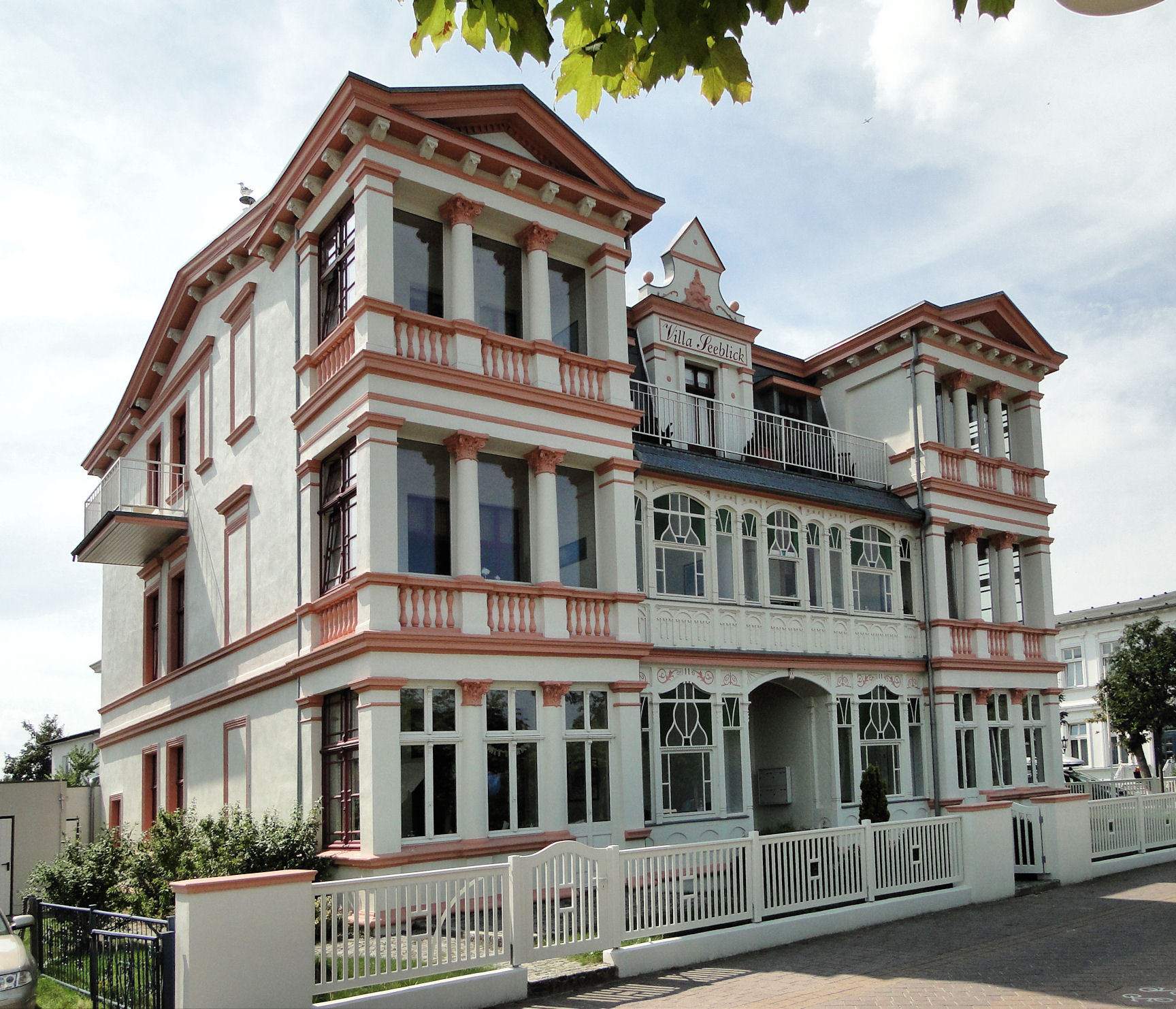
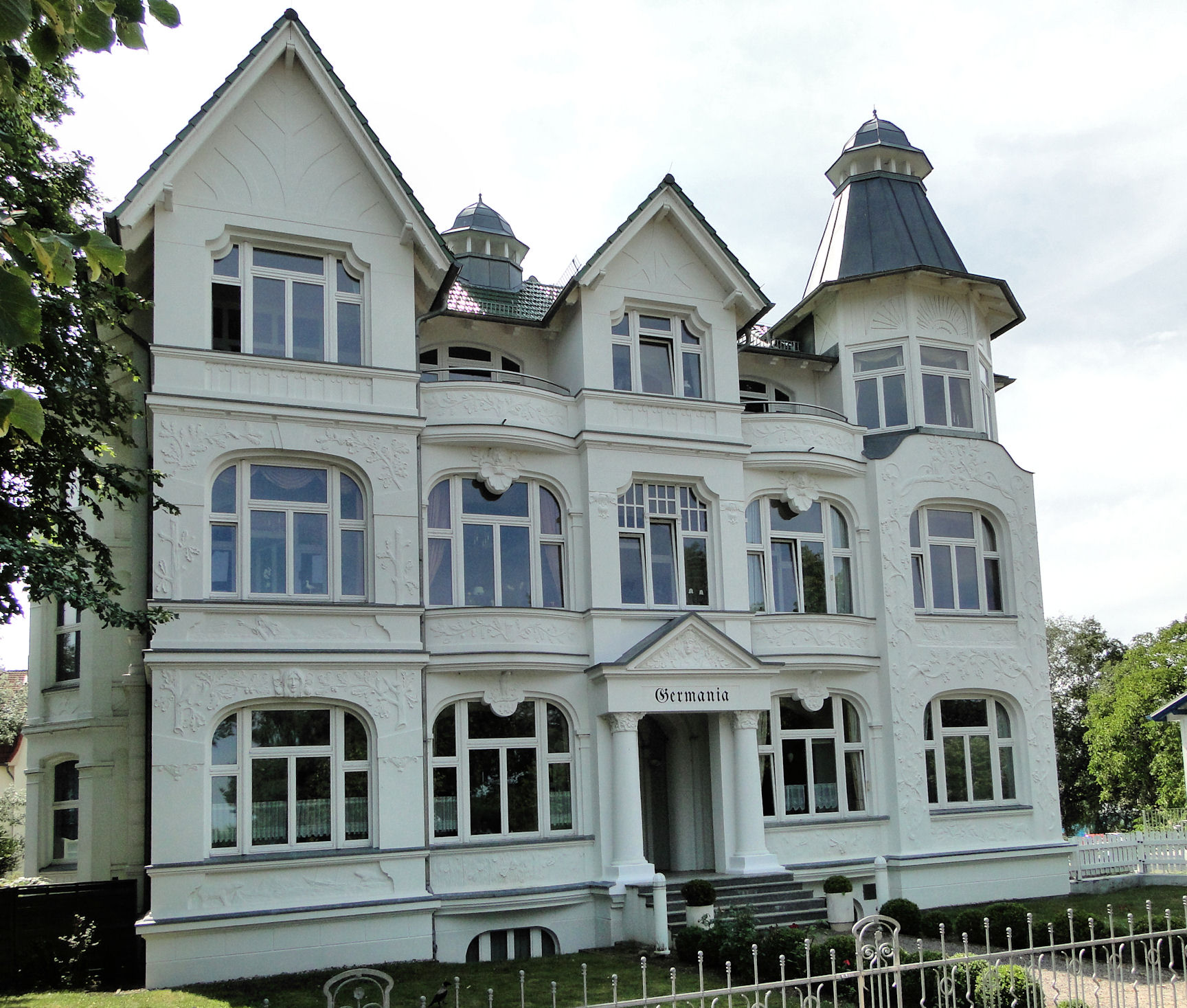
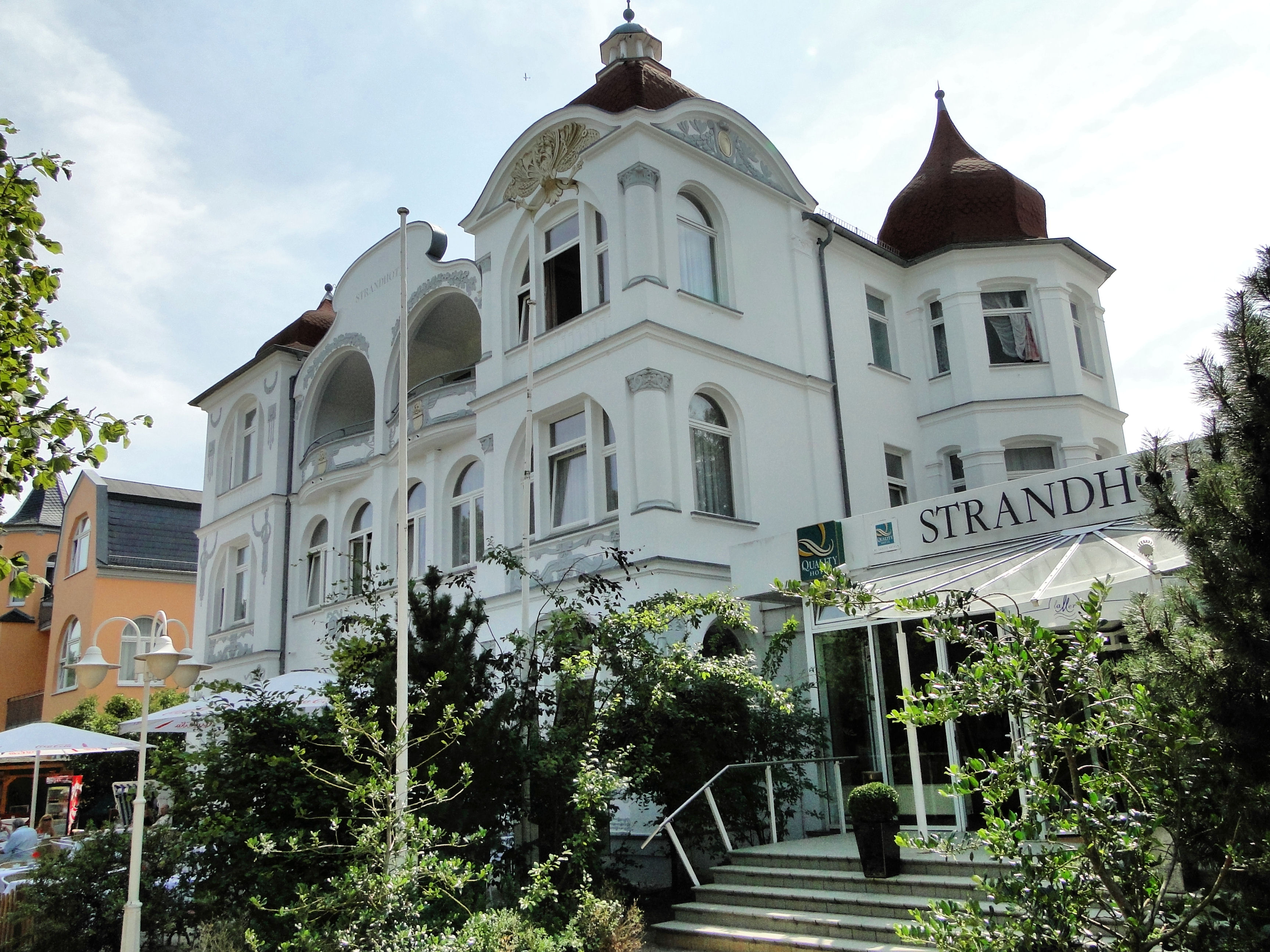
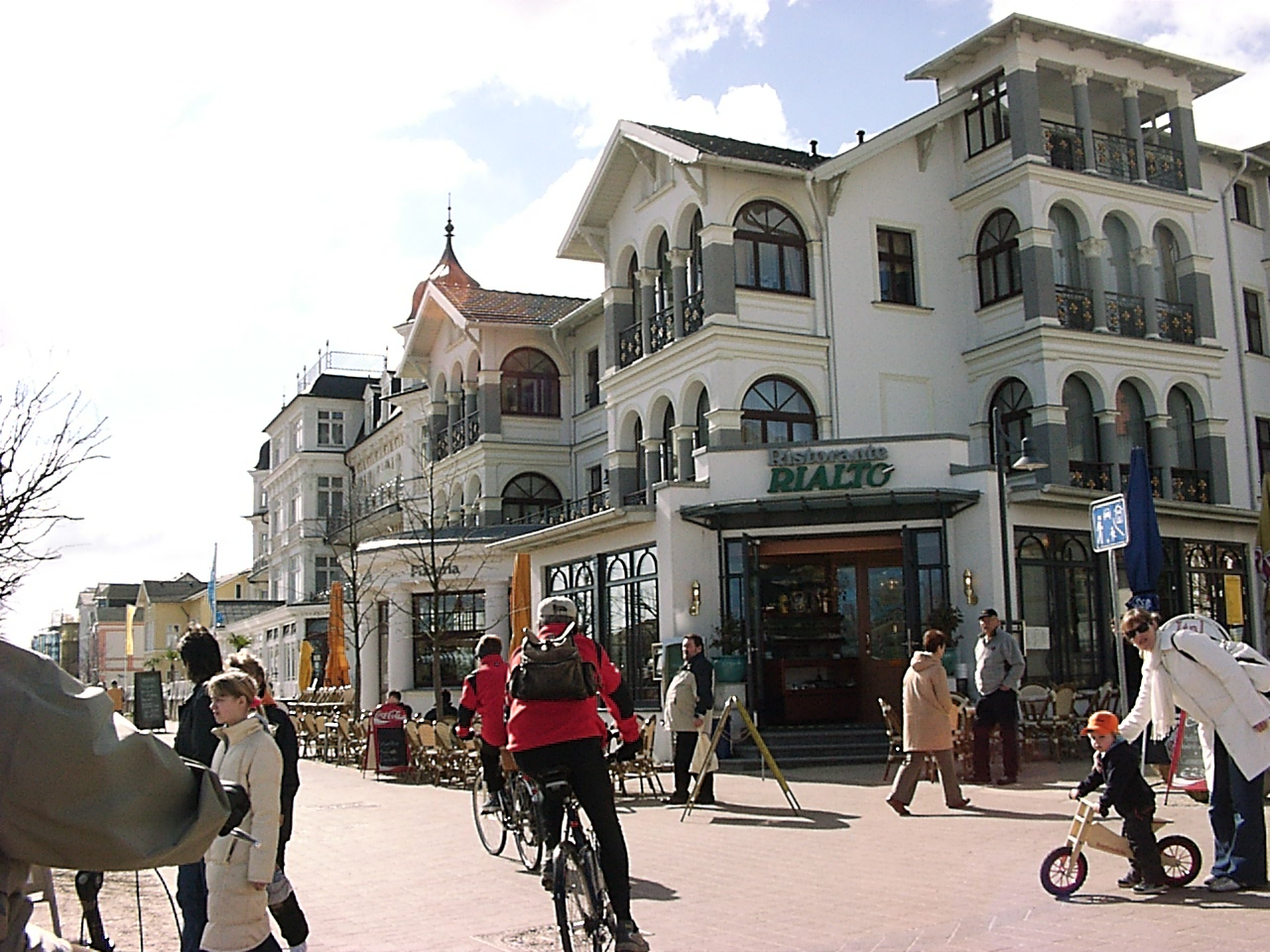